# 京都府立図書館
京都府立図書館（きょうとふりつ としょかん）は、京都府京都市左京区岡崎成勝寺町にある京都府立の公共図書館である。日本で初めての公立の公開図書閲覧施設である京都集書院を前身とし、1909年（明治42年）に現在地である岡崎の地に開館した。

## 沿革
京都府立図書館の前身は、1873年（明治6年）に京都府が三条高倉西に開設した集書院である。集書院は運営難のため1882年（明治15年）に閉鎖された。その後、1890年（明治23年）に集書院跡地の北隣に京都府教育会図書館が開かれた。この図書館には北野神社に預けられていた集書院の旧蔵書が与えられた。1898年（明治31年）に、この京都府教育会図書館の蔵書を引き継ぎ、京都御苑内博覧会協会東館を借り受け、京都府立図書館が開館した。
1903年（明治36年）には、巡回図書館（巡回文庫）の制度が開始された。これは、府内3か所（亀岡、園部、福知山の三町）の尋常小学校に巡回図書館を設け、各400部の図書を置き、4か月ごとにその図書を次の町へ送ることで、各館で年間1,200冊の図書を読めるようにするというものだった 。また、1905年（明治38年）に、館長湯浅吉郎は館内に児童図書室を設けた。当時一般の閲覧は有料であったが、児童図書室は無料で開架式とした。
1909年（明治42年）に、岡崎の地に竣工した新館へ京都府立京都図書館として移転した。移転の経緯は、京都御苑にあった京都府立図書館が、宮内省より御苑の土地の返還を求められ、その際、京都市から寄付を受けた土地が岡崎というものだった。その土地は元々、平安神宮の火除け地であり、京都府立図書館は無償貸与の寄付を受ける際、新館を不燃建造物とすることが条件となっていた。新館は武田五一の設計によるもので、閲覧室、陳列室（1933年〈昭和8年〉に書庫へ転用）を備えたレンガ造り3階建ての建物だった。不燃建造物という条件がレンガ造りの建設の理由となった。また、美術館としての機能も備え、竹久夢二や岸田劉生の作品展が当館で開かれた。加えて、図書館サービスの拡充も行われ、1928年（昭和3年）には個人貸出が開始され、1941年（昭和16年）には1925年（大正14年）に閉鎖されていた児童室が復活した。
一方、府立図書館の収蔵スペースが限界に達してきたため、1963年（昭和38年）には京都市左京区下鴨半木町に京都府立総合資料館（現、京都府立京都学・歴彩館）が新設され、京都府立図書館の蔵書21万冊のうち京都関係の資料18万冊はそちらに移された。
1995年の阪神・淡路大震災では図書館建物に深刻な被害がでたため、建物が新築することにされた。ただし、武田五一設計の建物についてはその文化財的価値を考えて建物のファサードが保存されることになった。新館は2000年に竣工し、2001年に開館した。

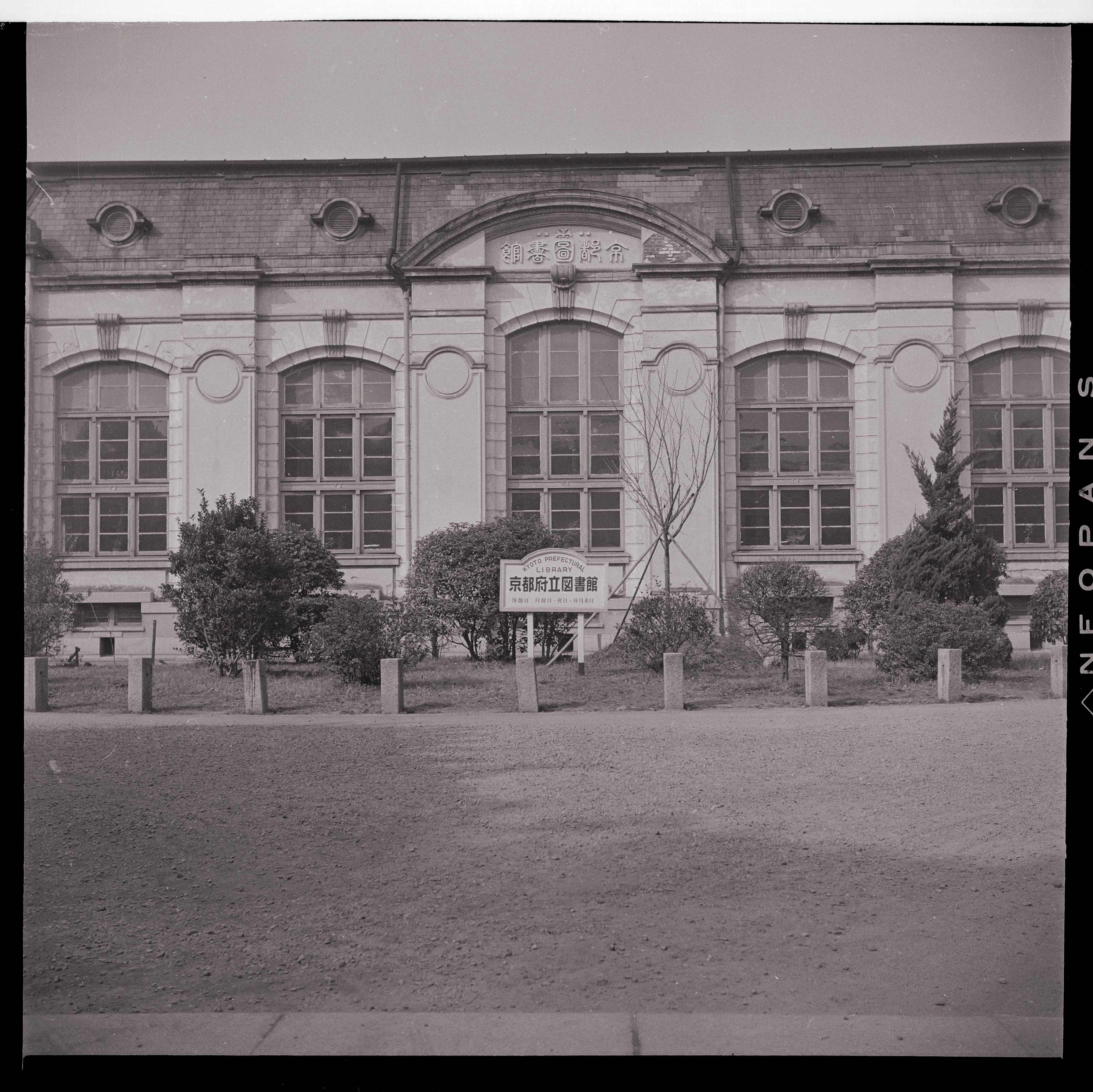
京都府立図書館旧館（京都府立京都学・歴彩館　京の記憶アーカイブ）
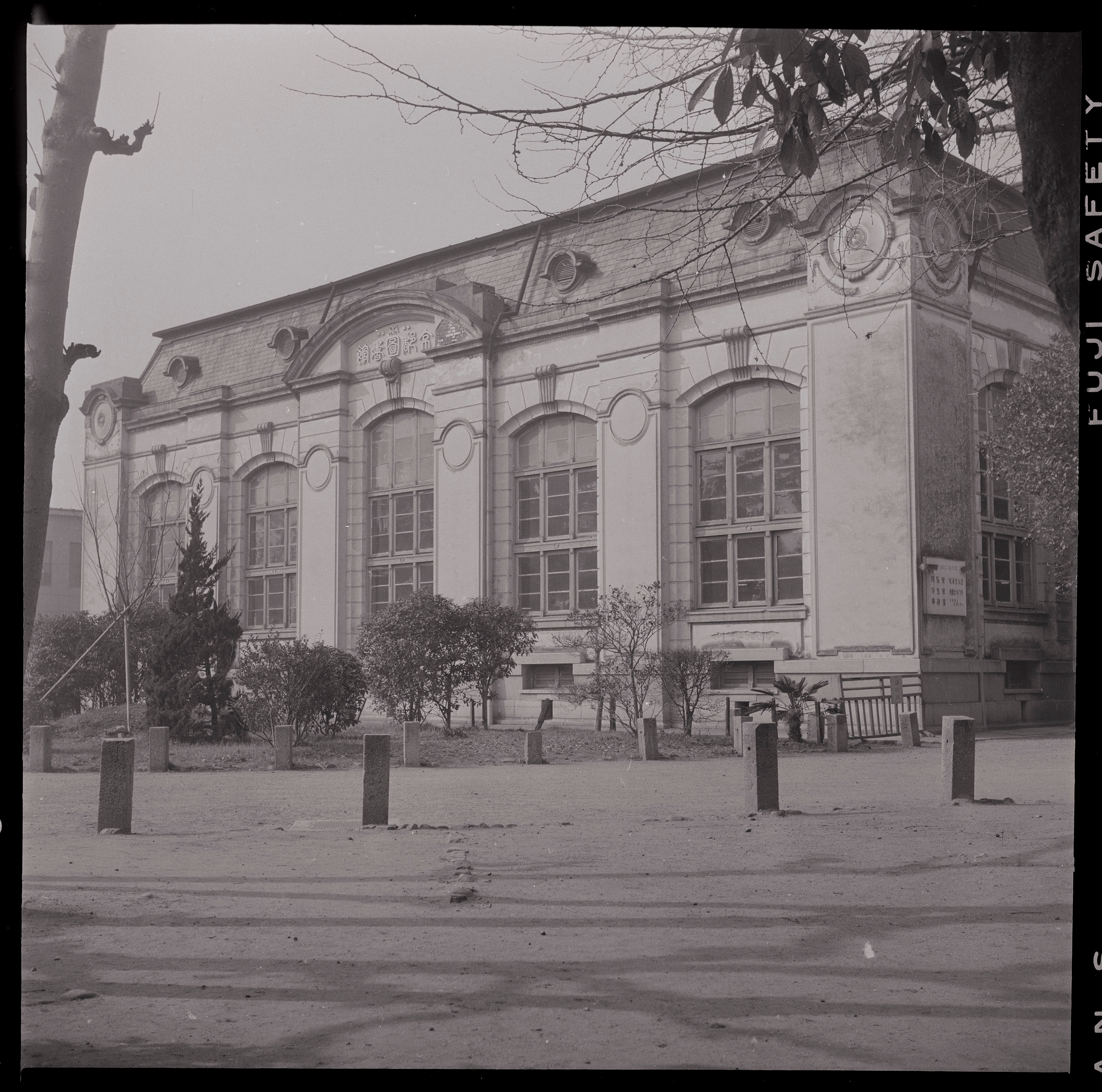
京都府立図書館旧館（京都府立京都学・歴彩館　京の記憶アーカイブ）
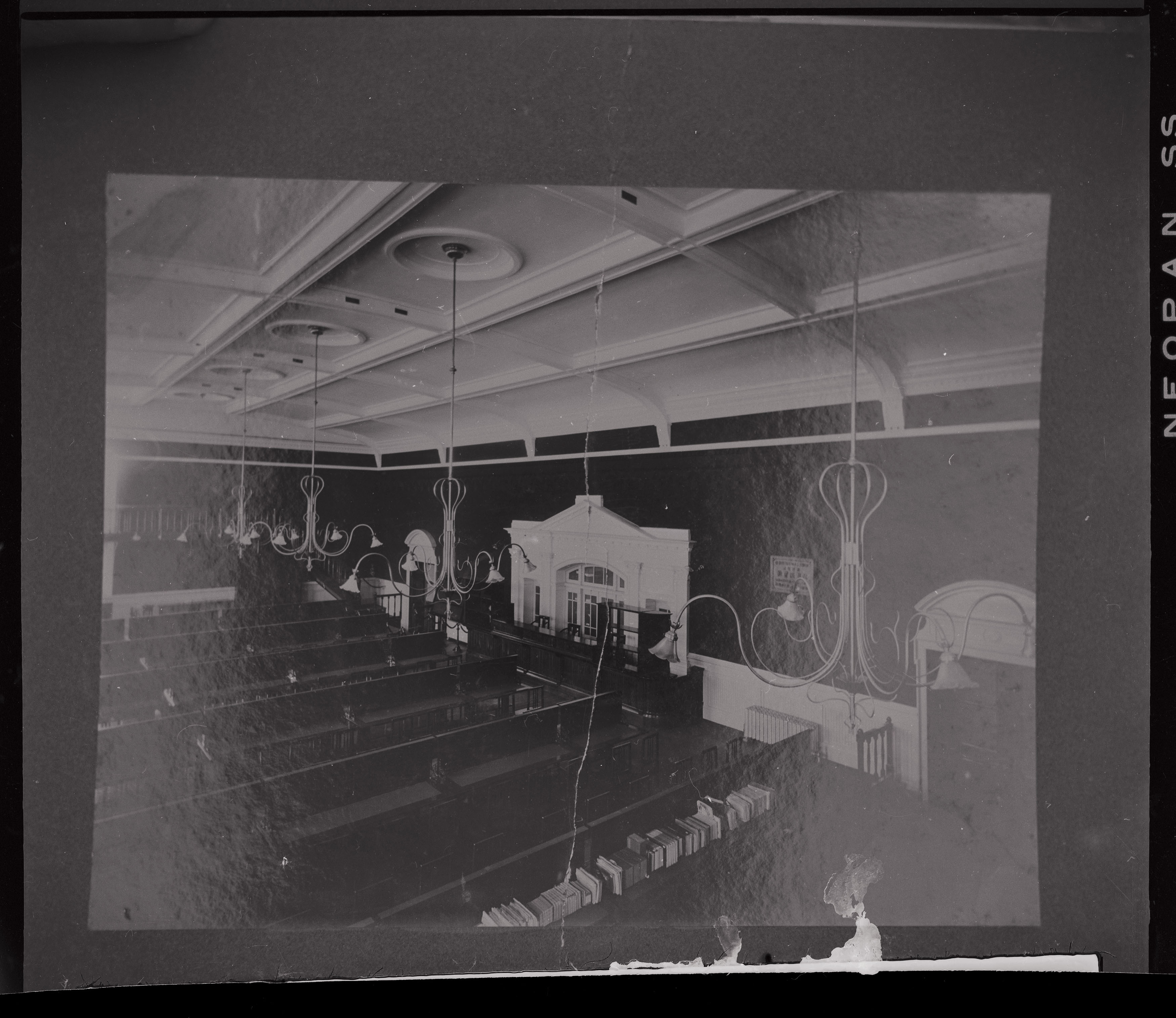
京都府立図書館旧館閲覧室（京都府立京都学・歴彩館　京の記憶アーカイブ）

### 年表
- 1873年：集書院を開設。
- 1898年：京都御苑内に京都府立図書館を開設。
- 1903年：巡回文庫制度開始。
- 1904年：湯浅吉郎、第4代館長に就任。
- 1904年：和漢図書分類法の作成、採用。
- 1905年：大森知事府立図書館の建築提案及び議員可決。
- 1905年：児童室を設け、無料公開。
- 1906年：館外貸出開始。
- 1909年：京都府立京都図書館、岡崎の地に開館。
- 1912年：郷土誌展観、京都に関する地理、歴史関係図書展示(京都叢書(きょうとそうしょ)の元資料)。
- 1918年：竹久夢二抒情画展覧会、開催。
- 1919年：岸田劉生作品個人展覧会(京都展)、開催。
- 1919年：蔵書目録「和漢図書目録」編集開始。
- 1928年：個人貸出開始。
- 1963年：多くの蔵書を京都府立総合資料館へ移管。
- 1966年：移動図書館事業(自動車文庫「あゆみ号」)開始。(1990年、終了)
- 1983年：図書館協力貸出を本格実施。
- 1989年：図書館資料広域貸出事業を開始。
- 1990年：連絡協力車事業を本格実施。
- 1995年：阪神・淡路大震災で本館建物に深刻な被害を受ける。
- 1996年：新府立図書館建設基本計画を策定。
- 2000年：旧館の一部を保存した新図書館が竣工。
- 2001年：新図書館が開館。
- 2006年：インターネット貸出待ち登録サービス開始。
- 2006年：京都府図書館総合目録ネットワークに全市町村が参加。
- 2008年：学校支援セット貸出事業を開始。
- 2008年：インターネット延長サービスを開始。
- 2008年：源氏物語千年紀事業を実施。
- 2009年：所蔵音声資料の「音声目録CD-ROM(デイジー版)」を作成・配布。
- 2009年：府立図書館ホームページのリニューアル実施。
- 2009年：「岡崎」100周年記念事業実施。
- 2010年：京都府立医科大学附属図書館と連携した府民講演会開催
- 2010年：新着図書お知らせサービス開始
- 2011年：祝日開館を実施
- 2011年：館内全面禁煙の実施
- 2012年：子ども読書本のしおりコンテスト実施
- 2013年：府立図書館のシンボルマークと和文ロゴタイプ作成
- 2014年：国立国会図書館デジタル化資料送信サービス開始
- 2014年：府民利用施設のあり方検証において「見直すべき施設」に区分
- 2015年：連絡協力車の全府立高校への巡回開始
- 2015年：サピエ／視覚障害者情報総合ネットワークのサービス開始
- 2015年：府立図書館サービスの充実に向けた検討会議設置
- 2016年：システム更新
- 2016年：府立図書館基本方針及び府立図書館サービス計画策定
- 2016年：機構改正により部課制施行
- 2016年：カーリル社と連携協定締結
- 2016年：京都大学附属図書館との相互貸借試行開始
- 2017年：知的な交流の場「ナレッジベース」試験運用開始
- 2017年：京都市図書館との本の相互返却サービスを開始
- 2019年：ツイッター運用開始
- 2020年：新型コロナウイルス感染症拡大防止のため臨時休館を実施
- 2021年：府立図書館基本方針及び府立図書館サービス計画（令和3年度～令和7年度）策定
- 2022年：京都府内在住、通勤・通学者に電子書籍・オーディオブック提供開始

## 施設構造
建物は鉄筋コンクリート構造であり、地上4階と地下2階からなる。延床面積は7,477 m2である。
1階には京都関連資料、日本文学関連資料、大活字本、地図が配架されている。また、利用者登録や図書の貸出・返却を行うためのカウンターがある。2階はマルチメディア閲覧室であり、音声・映像資料の利用や、インターネット、新聞、マイクロフィルムの閲覧が可能である。また、学びあいや議論の場にできるナレッジベースと呼ばれるスペースがある。地下1階には図書・雑誌が配架されており、調査相談、書庫内資料の利用、複写のためのカウンターがある。また、集密書庫と自動化書庫が設けられている。

## サービス
資料の閲覧は誰でも可能であるが、館外貸出や国立国会図書館デジタル化資料送信サービスの利用には図書館カードが必要である。図書館カードの作成が可能なのは京都府またはその隣接府県の在住者、あるいは京都府内に通勤先・通学先がある者である。また、インターネットサービスが展開されており、利用手続きを行えば、貸出状況の確認、貸出期間の延長、貸出予約、新着図書の通知といったサービスをパーソナルコンピュータや携帯電話から受けることができる。

### 館外貸出
- 図書：5冊2週間（身体障害者手帳等を持つ者は10冊1か月）[12]
- 映像・音声資料：不可（視覚障害者へは一部の音声資料の貸出が可能）[12]

### 開館時間
- 火曜日 - 金曜日：9時30分 - 19時00分[13]
- 土曜日・日曜日・祝日：9時30分 - 17時00分[13]

### 休館日
- 月曜日（祝日・振替休日ならば開館し、翌日休館）[13]
- 毎月第4木曜日（祝日ならば開館）[13]
- 年末年始（12月28日 - 1月4日）[13]
- 特別整理期間[13]

### 定例行事
- 館内見学会　毎月第３水曜日　１４時～[14]

## 事業

### 京都府立図書館貴重書コレクション
京都府立図書館に所蔵されている、明治期から戦後期の外国人を対象とした貴重書28点がデジタル化されインターネット公開されている。同志社大学と京都府立図書館の共同事業として行われた。外国人を対象とした貴重書が京都府立図書館に受入されている経緯は、太平洋戦争後、京都にウォルター・クルーガー大将の顕彰と日本の民主化を目的に設立されたクルーガー図書館の蔵書が1949年に寄贈されたためである。その際、京都府立図書館は上京分館に蔵書を収容し、入口に「クルーガー文庫」の看板を掲げた。

## 立地
当館は岡崎公園内に立地する。周辺には、京都市勧業館、京都国立近代美術館、京都市美術館といった文化施設が存在する。
なお、車椅子使用者のための駐車スペースを除き、図書館に駐車場はない。
- 京都市営地下鉄東西線：東山駅から徒歩約10分[17]
- 京都市営バス：「岡崎公園　美術館・平安神宮前」から徒歩すぐ、「東山二条・岡崎公園口」から徒歩約5分[17]

## 分館
京都府立図書館は1949年（昭和24年）開設の河原町分館を皮切りに、府内各地に分館を開き、戦後における各地の読書活動を支えた。しかしながら、市町村図書館等のサービス拡充に伴い、これらの分館は閉鎖され、2016年12月現在、分館は存在しない。かつて設けられていた分館は次の通りである。
- 1949年6月：河原町分館（1956年閉館）
- 1950年2月：伏見分館（1988年閉館）
- 1950年6月：宮津地方分館（1997年閉館、市へ移管し宮津市立図書館となる）
- 1950年7月：綾部地方分館（1966年閉館）
- 1950年7月：峰山地方分館（1997年閉館）
- 1951年4月：上京分館（1976年閉館）
- 1952年7月：園部地方分館（1966年閉館）
- 1952年7月：北桑田地方分館（1980年閉館）
- 1952年7月：木津地方分館（1975年閉館）
- 1957年6月：中京分館、開設。(2001年、閉館)